# Sárközy Soma

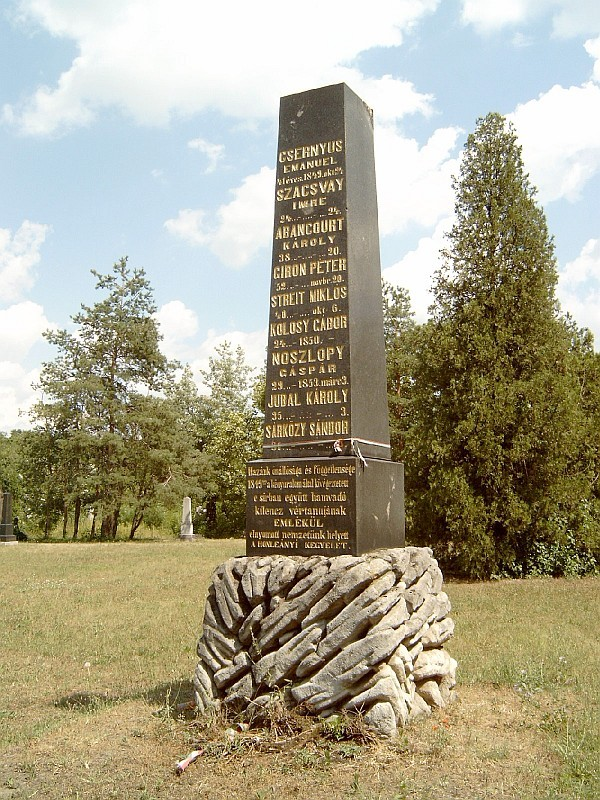
Sárközy neve a kerepesi temetőben emelt síremléken

Sárközy Soma, született Sárközy Sámuel Károly (Alsódabas, 1821. november 24. – Pest, 1853. március 3.) ügyvéd, az 1848–49-es szabadságharc hadnagya, a világosi fegyverletételt követő függetlenségi szervezkedések egyik vértanúja.

## Életútja
Református kisnemesi családja a 18-19. század fordulóján települt Alsódabasra. Apja Sárközy József, anyja Simon Éva.
Pesten végzett jogi tanulmányokat, majd ügyvédi diplomát szerzett. 1848 őszén a Lenkey János vezetésével, báró Lo Presti Lajos szabadcsapatából szervezett 13. Hunyadi huszárezredben szolgált őrmesteri rangban. 1849. június 12-től a 17. Bocskai huszárezred hadnagya lett. A világosi fegyverletételt követően, 1850. február 2-án az osztrákok büntetésből közlegényként kényszersorozták. 1852-ben csatlakozott a Noszlopy Gáspár-féle gerillamozgalomhoz.

## Tevékenysége a függetlenségi szervezkedésben
A Pestre visszatért nőtlen Sárközy Somát Horváth Károly földbirtokos nyerte meg 1852 nyarán a Mack József által szervezett, az egész országot átfogó felszabadítási akcióra, és hozta össze a dunántúli szervezéssel foglalkozó Noszlopy Gáspárral, aki ismertette vele célját: „Magyarországra… egy nevezetes fegyveres erővel megjövendő Kossuth Lajos…” számára alakít itthon gerillacsapatot, amely támogatja a kormányzót. Augusztus közepén a Tolna vármegyei Gerjenbe mentek, majd augusztus 20-án néhány napra a Bakonyba, ahol azonban a toborzás és a pénzgyűjtés nem hozta meg a várt eredményt, úgy döntöttek, hogy a szabadcsapatok felállításához szükséges pénzt a hazaárulóktól, a megszállókkal együttműködőktől fogják megszerezni. Sárközy visszatért Gerjenbe, a helyi tanítónál és a lelkésznél lakott. A szabadcsapat 1852. november 10-én Puszta-Tengelicen megpróbálta kirabolni a császárhű Gindly Antal földbirtokost, aki ellenállt, ezért lelőtték.
Pest rendőrfőnökének (Josef Prottmann) 1852. november 30-i, Albrecht főhercegnek tett jelentése szerint Sárközy Sámuelt – akinek kiderült kapcsolata a gerillákkal és akiről a dunaföldvári bíró azt állította, hogy részt vett a Gindly-féle rablógyilkosságban – november 26-án, a Noszlopyhoz köthető 14 személy közül utolsóként tartóztatták le, és állították elő az Újépületbe, vizsgálatra. A vádirat elkészülte előtt Noszlopy és Sárközy ügyét a bécsi hadbíróság elé utalták, s mindkettőjüket – kellő őrizet mellett – Bécsbe szállították. Sárközynél a gerillacsapatban, illetve a Gindly-ügyben való részvételt vették felségárulásnak, amiért 1853. február 27-én a Mária Terézia-féle katonai fenyítő eljárás 61., illetve a haditörvényszék 5. cikkelye alapján Noszlopyt „büntettbeni bűntársaként” ítélték halálra. Ugyanekkor és ugyanitt kapott halálos ítéletet Noszlopy Gáspár, valamint Jubál Károly és Andrásffy Károly is. Másnap mind a négyüket visszaszállították vonattal Pestre az ítélet végrehajtására. Március 1-jén Noszlopynak és Sárközynek kihirdették az ítéletet, majd 3-án Jubál Károllyal együtt mindhármukat kéz- és lábbilincsben, zárt kocsikban, hatalmas biztonsági készültség mellett a város szélén, az Üllői út mellett felállított akasztófához vitték. Itt, nagy tömeg jelenlétében két felállított zászlóalj biztosította az ítéletvégrehajtást. Hármójuk közül Sárközyt akasztották elsőként; Noszlopynak végig kellett néznie társai halálát. A kivégzetteket a régi ferencvárosi temető árkába kaparták el.
Özvegy Damjanich Jánosné kezdeményezésére 15 évvel később exhumálták és a Kerepesi temetőbe szállították további nyolc társával együtt. Földi maradványaik fölé 1870. november 1-jén síremléket állítottak, amelyre azonban keresztnevét tévesen Sándornak írták.

## Emlékezete
- 1870. november 1-jén emlékoszlopot állítottak a „kilenceknek” a Kerepesi temetőben, amelyen azonban keresztneveként Sámuel helyett Sándor szerepel.[9]
- A három áldozat emlékét a Ludovika udvarának burkolatában elhelyezett, a bitófák helyét jelképező keresztbetét örökíti meg.
- Noszlopy Gáspárral és Jubál Károllyal együtt emléktábla őrzi emlékét Budapest IX. kerület Telepy utca 2/C. számú ház falán, ahol egykor a régi ferencvárosi temető árkában elföldelték őket.
- Dabason, a Kossuth Művelődési Központ falán 2002. március 15-én helyeztek el emléktáblát; alkotója Gáspár Pál Szilveszter, restaurátora Pataki Miklós.[1][10]
- Három vörösmárvány padlótömb, amelyek az 1853-ban kivégzett három mártír (Noszlopy Gáspár, Jubál Károly és Gasparics Kilián) bitófáinak helyét jelölték.